# Мале Акашево
Мале Ака́шево (рос. Малое Акашево, марій. Изи Окаш) — присілок у складі Медведевського району Марій Ел, Росія. Входить до складу Єжовського сільського поселення.

## Населення
Населення — 17 осіб (2010; 10 у 2002).
Національний склад (станом на 2002 рік):
- росіяни — 80 %